# Hadfield-Bean

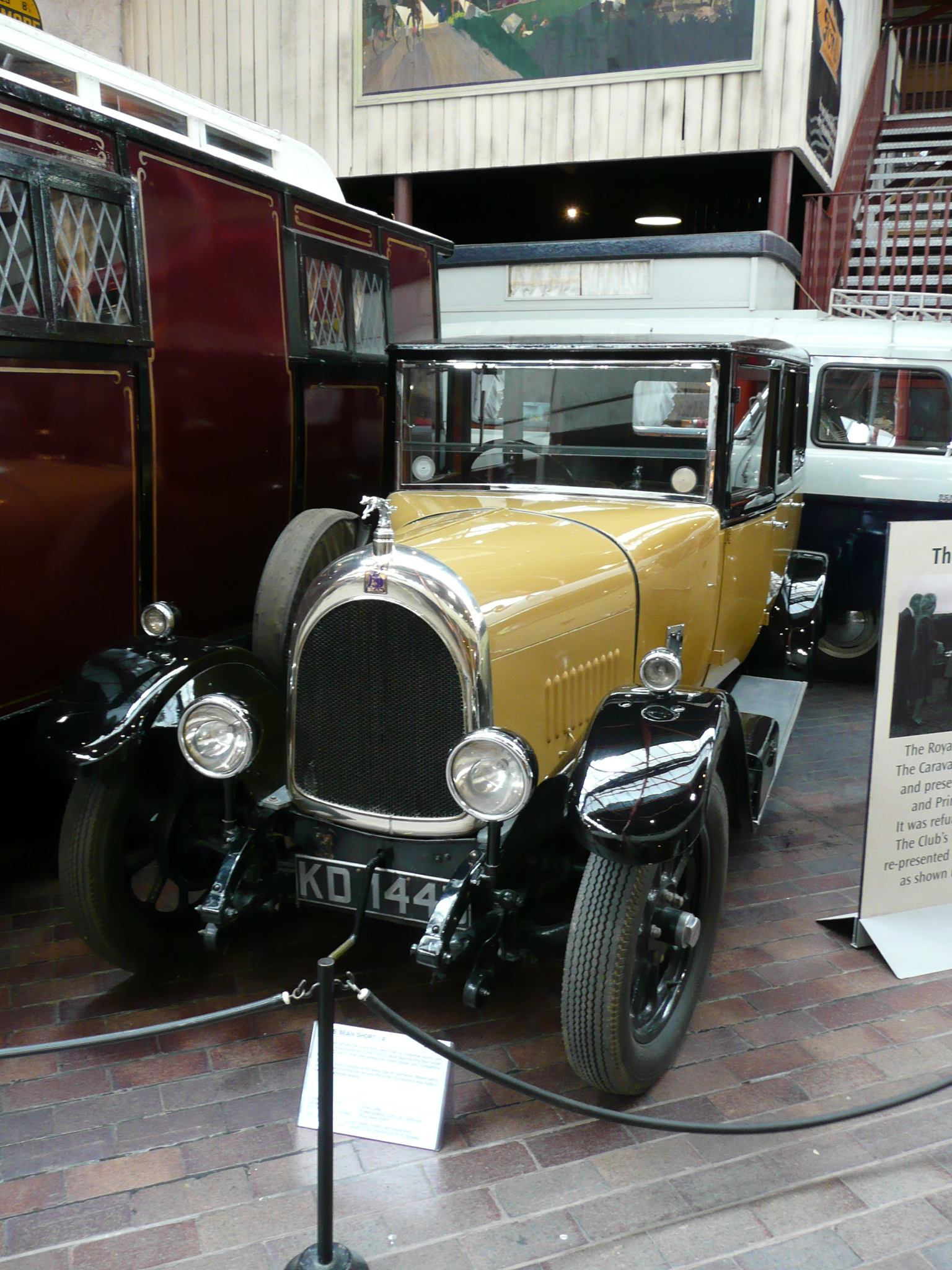
Hadfield-Bean von 1928

Hadfield-Bean ist eine ehemalige britische Automarke.

## Unternehmensgeschichte
1926 übernahm das britische Stahlunternehmen Hadfields Limited das Unternehmen Harper, Sons & Bean Limited, das in Tipton Automobile der Marke Bean herstellte. Die neue Gesellschaft hieß Bean Cars Limited. Ab 1927 wurden die Fahrzeuge als Hadfield-Bean angeboten.
1929 wurde die Produktion eingestellt.

## Fahrzeuge
Es gab die Modelle 14/40 HP, 14/45 HP und 14/70 HP. Das letztgenannte Modell war die Sportausführung. Alle Modelle waren mit einem Vierzylindermotor mit 2297 cm³ Hubraum ausgestattet.
Ein Fahrzeug dieser Marke ist im National Motor Museum in Beaulieu zu besichtigen.